# Гено Димитров
Гено Димитров е български военен и революционер, Щипски районен войвода на Върховния македоно-одрински комитет.

## Биография
Димитров е роден през 1877 година във врачанското село Струпец. Завършва IV отделение и става военен. Служи като старши подофицер в шеста батарея на Втори артилерийски полк на Шеста пехотна бдинска дивизия през 1899 година. В армията влиза в тайните подофицерски братства. В началото на 1902 година влиза в Македония като четник в четата на капитан Стефан Димитриев, а към края на годината е определен за щипски районен войвода. В 1902 година убива предателя поляк Кязим.
В началото на март 1903 година четите на Гено Димитров, Христо Съчанов и Стоян Бъчваров влизат в щипското село Карбинци. Властите научават за това и обсаждат селото с войска и башибозук. След тежко сражение са убити всички четници, заедно с войводите им.